# Heteroonops validus
Espèce
Synonymes
- Oonops validus Bryant, 1948

Heteroonops validus est une espèce d'araignées aranéomorphes de la famille des Oonopidae.

## Distribution
Cette espèce est endémique de République dominicaine,.

## Description
Le mâle décrit par Platnick et Dupérré en 2009 mesure 1,46 mm et la femelle 1,54 mm.

## Publication originale
- Bryant, 1948 : The spiders of Hispaniola. Bulletin of the Museum of Comparative Zoology, vol. 100, p. 331-459 (texte intégral).